# Devolúciós háború
Az 1667–1668-as spanyol–francia háború, amelyet devolúciós háborúnak is neveznek, 1667 májusában robbant ki. IV. Fülöp spanyol király elhunyta után XIV. Lajos francia király igényt támasztott Spanyolország németalföldi tartományaira, amelyeket saját felesége, Ausztriai Mária Terézia infánsnő apai örökségének nyilvánított, a burgundi magánjogban meglévő devolúció jogintézményére hivatkozva. 1667-ben hódító hadjáratot indított e tartományok megszerzésére. Jelentős katonai sikereket ért el, elfoglalta a követelt területek nagy részét. 1668 januárjában azonban a megtámadott Spanyolország támogatására Anglia, az Egyesült Holland Tartományok és Svédország megkötötték a Hármas Szövetséget (Triple Alliance). E katonai koalícióval szemben XIV. Lajos meghátrált, és tárgyalásokra kényszerült. A háborút az 1668. május 2-án aláírt aacheni békeszerződés zárta le, melynek értelmében XIV. Lajosnak le kellett mondania legtöbb hódításáról, így a Franche-Comtéról és a Spanyol-Németalföldön elfoglalt terület nagyobb részéről is. 12 meghódított flandriai város azonban a franciák kezén maradt. Az elfoglalt spanyol erődítményeket a kivonuló francia csapatok lerombolták, a hadjárat későbbi megismétlésére készülve.
Ezzel az 1667–68-as konfliktussal kezdődött XIV. Lajos nagy területszerző háborúinak sorozata, amelyet a franciákkal szimpatizáló szerzők „egyesítő háborúknak” („guerres de réunions”), a német történelmi munkák „XIV. Lajos rablóháborúinak” („Raubkriege Ludwigs XIV”) neveznek. E területszerző hadjáratok a fiatal király birodalmának növelését, és a Francia Királyság európai nagyhatalmi státuszának erősítését szolgálták. Az 1668-ban visszaadott területek nagy részét XIV. Lajos következő hadjáratában, az 1672-ben megindított francia–holland háborúban ismét megszerezte.

## Előzmények

### A pireneusi béke (1659)
1659-ben a Franciaország és Spanyolország uralkodói megkötötték a pireneusi békeszerződést, amely lezárta a 24 év óta tartó francia–spanyol háborút. A szerződés értelmében IV. Fülöp spanyol királyt (1605–1665) nemcsak területveszteségek érték, hanem abba is bele kellett egyeznie, hogy legidősebb leánya, Mária Terézia infánsnő (1638–1683) feleségül menjen az ifjú XIV. Lajos francia királyhoz (1638–1715). A spanyol király követelésére a szerződés tartalmazta azt is, hogy Mária Terézia lemond spanyol trónigényéről a maga és születendő gyermekei nevében is. Ezért a „veszteségért” XIV. Lajos hatalmas, 500 000 arany écu összegű megváltást kötött ki, a menyasszony hozományának címén. XIV. Lajos tudta, hogy ekkora összeget a háborúban meggyengült Spanyol Királyság sohasem tud előteremteni. A királyi esküvőt 1660-ban megtartották.

### A „devolúciós” vita (1665)
1665. szeptember 17-én IV. Fülöp spanyol király elhunyt. Veje, XIV. Lajos azonnal bejelentette: igényt támaszt a Spanyol-Németalföldhöz tartozó Brabanti és Limburgi Hercegségekre, Cambrai városára, az Antwerpeni Őrgrófságra, Mechelenre és Gelderlandra, a Namuri Őrgrófságra, az Artois-i és Hainaut-i grófságokra, továbbá a Burgundi grófság (Franche-Comté) egyharmadára és Luxemburgi Hercegség negyedére. Követelését XIV. Lajos azzal indokolta, hogy feleségének hozományát Spanyolország nem fizette ki, ezért Mária Terézia királyné 1660-ban tett lemondó nyilatkozatát semmisnek minősíti.
Önigazolásként XIV. Lajos a brabanti örökösödési jogra is hivatkozott, amely tartalmazta a devolúció jogintézményét. Ez a magánjogi szabály kimondta, hogy az első házasságból származó gyermek (akár fiú, akár leány) jogigénye mindig megelőzi a második házasságból született gyermekek igényét. XIV. Lajos jogtudósai ebből azt vezették le, hogy Spanyol-Németalföld jogos örököse nem a spanyolt trónt megöröklő, kiskorú II. Károly király (1661–1700), aki az elhunyt IV. Fülöp második házasságából született, hanem Mária Terézia infánsnő, Fülöp király első házasságából. A Brabanti Hercegség jogos örököse tehát Mária Terézia francia királyné, azaz (a száli törvény szerint) az ő férje, XIV. Lajos francia király. Természetes jogáról senki, így a királyné sem mondhat le gyermekei nevében. „A modern abszolút állam saját intézményi céljára használta a középkori magánjogot.”
Habsburg Mária Anna spanyol anyakirályné (1634–1696), IV. Fülöp özvegye, aki kiskorú fia, II. Károly mellett régensként kormányozta Spanyolországot gyóntatójával, Neidhardt bíborossal (1607–1681) együtt, határozottan visszautasította Lajos minden követelését, hivatkozva Mária Terézia 1660-as lemondó nyilatkozatára. A francia király ekkor megkezdte a felkészülést egy új háborúra Spanyolország ellen.

## A„királyi utazás”diplomáciai előkészítése
1667-ben Franciaország számára kedvező külpolitikai helyzet állt elő: Spanyolország 1640 óta háborúban állt Portugáliával, ez lekötötte szinte egész katonai erejét. Franciaország Portugáliát támogatta, előbb titokban, majd nyíltan: a két királyság 1667. március 31-én szabályos katonai szövetséget kötött.
Északon a Holland Egyesült Tartományok szintén Franciaország szövetségesei voltak. XIV. Lajos már régóta támogatta Németalföld harcát a spanyol hatalom ellen. Már 1662-ben védelmi szövetséget kötöttek. 1665 óta az Egyesült Holland Tartományok ismét háborúban álltak Angliával.
Spanyol-Németalföld tervezett francia megszállásához XIV. Lajos el akarta nyerni a Holland Tartományok támogatását, ezért tárgyalásokat szorgalmazott Johan de Witt főkancellárral (1625–1672) a terület felosztásáról. (Ilyesmiről titokban már 1663 óta tárgyaltak). A hollandok féltek ugyan, ha nem fogadják el XIV. Lajos ajánlatát, Anglia és Franciaország összefoghat ellenük, de XIV. Lajos akkora részt követelt magának, hogy a felosztási megegyezés sohasem jött létre. Hollandiát Spanyolország is igyekezett megnyerni magának. Francia támadás esetére közös haderő felállítását javasolta. A francia diplomácia de Witt értésére adta, hogy egy holland–spanyol szövetség Franciaország azonnali hadüzenetét hozná. Spanyolország katonai erejét de Witt gyengének ítélte, így függőben tartotta a döntést. XIV. Lajos titokban Angliával is tárgyalt, de Wittnek ígéretet tett, hogy támogatja Hollandiát Anglia ellen. 1665-ben az angol flotta sikereket ért el Hollandia ellen, és Anglia szövetséget ajánlott Spanyolországnak. XIV. Lajos ekkor hadat üzent Angliának, szárazföldi csapatokat indított Hollandia megsegítésére, bár a francia flottát nem küldte harcba. Amikor III. Frigyes dán király és Frigyes Vilmos brandenburgi választófejedelem is csatlakozott a francia–holland szövetséghez, Spanyolország meghátrált, és békét kötött Hollandiával. 1666 első felében a Michiel de Ruyter vezette holland flotta, majd augusztustól ismét az angol flotta kerekedett felül. Hollandia és Anglia lekötötték egymás erejét.
A francia inváziós tervek útjában állt még a Német-római Birodalom. Az V. Károly császár és birodalmi rendek (Reichstände) között több, mint 100 éve megkötött, és 1548. június 26-án ratifikált augsburgi szerződés (más néven burgundi szerződés) értelmében Spanyol-Németalföld a burgundiai birodalmi körzethez (Burgundischer Reichskreis) tartozott. Francia támadás esetén a Birodalmi Gyűlés összbirodalmi háborút (Reichskrieg) hirdethetett. Ezt a veszélyt a francia diplomácia az 1658-ban alakított Rajnai Szövetség tagállamain keresztül hárította el. XIV. Lajos kétoldalú szerződéseket kötött a Münsteri Püspökséggel, a Mainzi Hercegérsekséggel (Kurmainz), a Pfalz–Neuburg Hercegséggel, a Brandenburgi Őrgrófsággal (Kurbrandenburg) és a Kölni Hercegérsekséggel (Kurköln). A fejedelmek kötelezték magukat, hogy területükön nem engednek át idegen csapatokat, és a Birodalmi Gyűlésben (Reichstag) a Birodalom semlegessége mellett szavaznak. Ezzel a tervezett francia hadjárat kelet felől is biztosítva volt.
1667. május 8-án XIV. Lajos ultimátumot küldött a spanyol udvarnak, megismételve követeléseit. A jegyzék tartalmáról a francia követek minden európai királyi udvart tájékoztattak. A külföldi uralkodókat igyekeztek meggyőzni, hogy a „Napkirály” készülő hadjáratát ne háborúnak tekintsék, csupán az őt jogosan megillető örökség egyszerű átvételének. A tervezett inváziót maga Lajos király csak „utazásnak” („voyage”) nevezte .

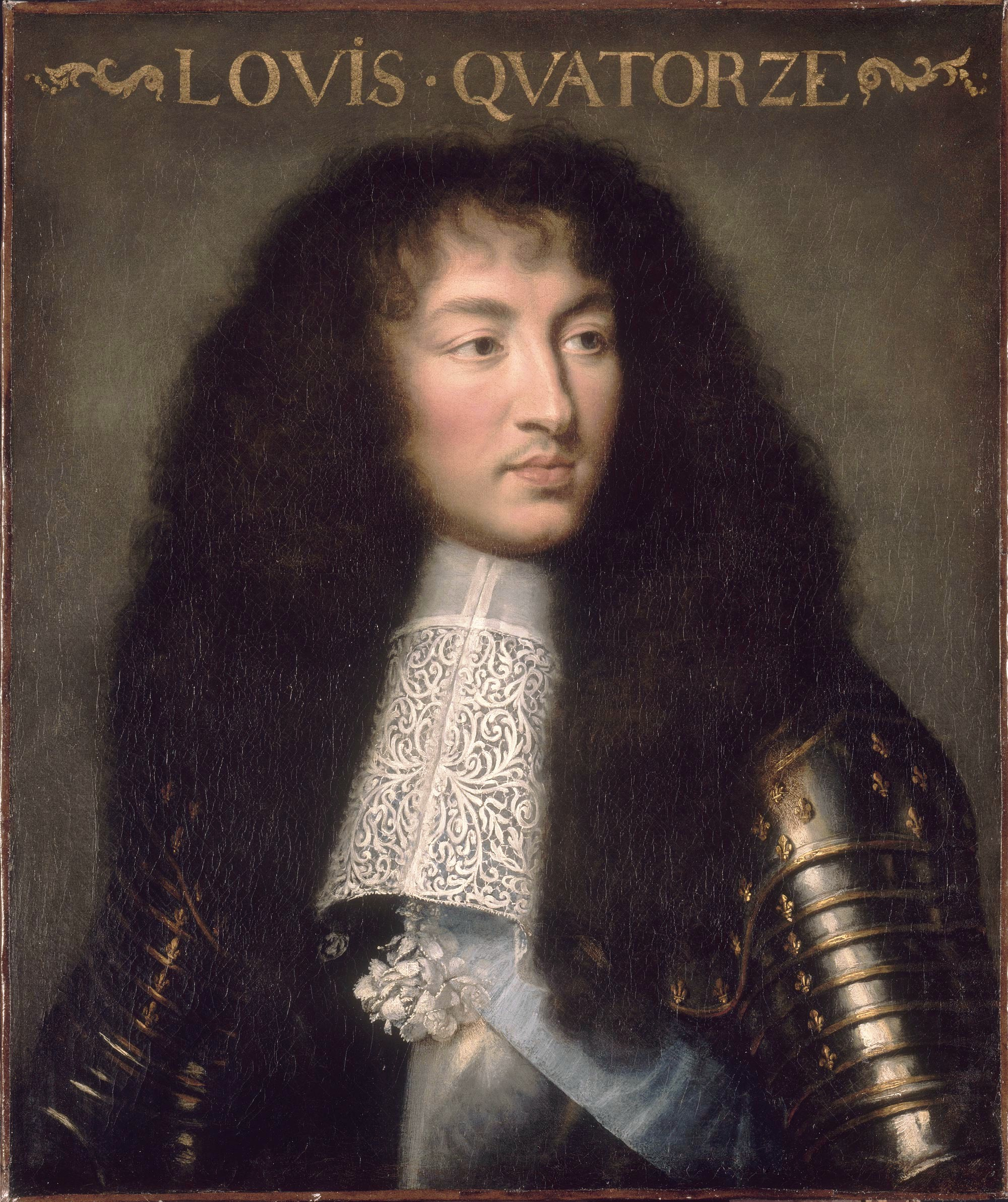
XIV. Lajos francia király, 1661.
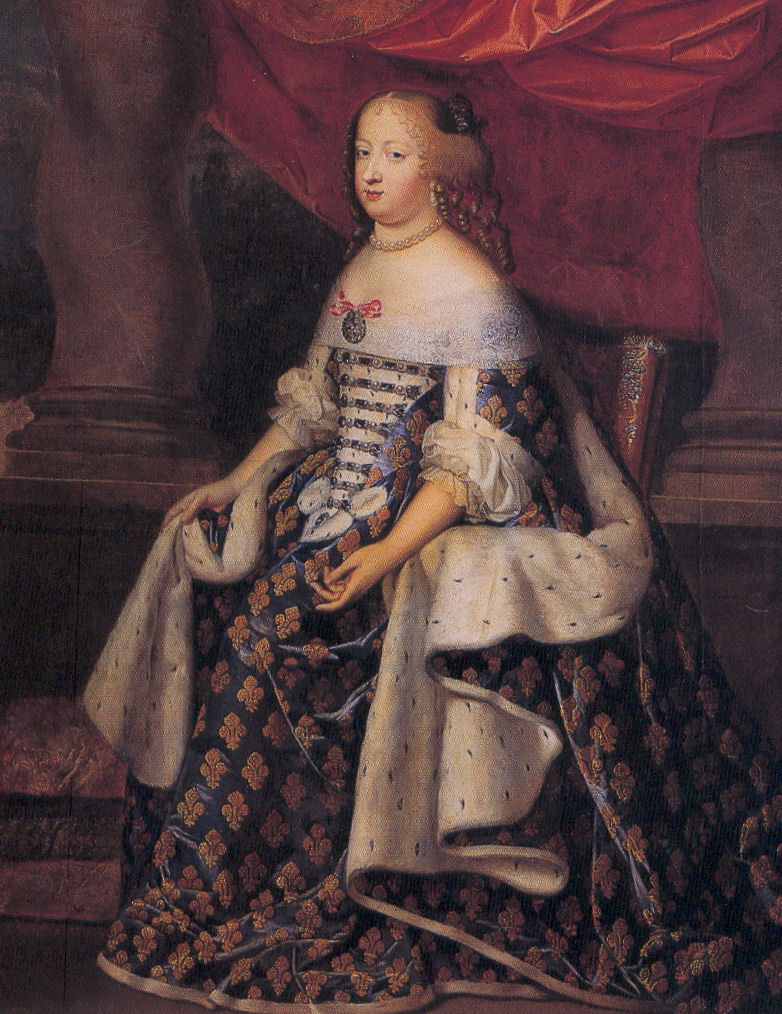
Ausztriai Mária Terézia francia királyné
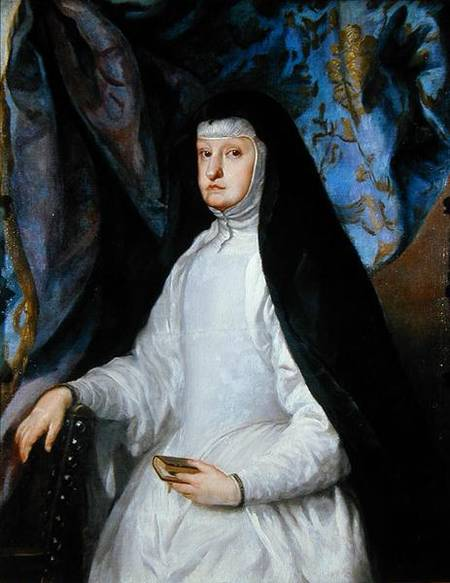
Az özvegy Mária Anna spanyol anyakirályné
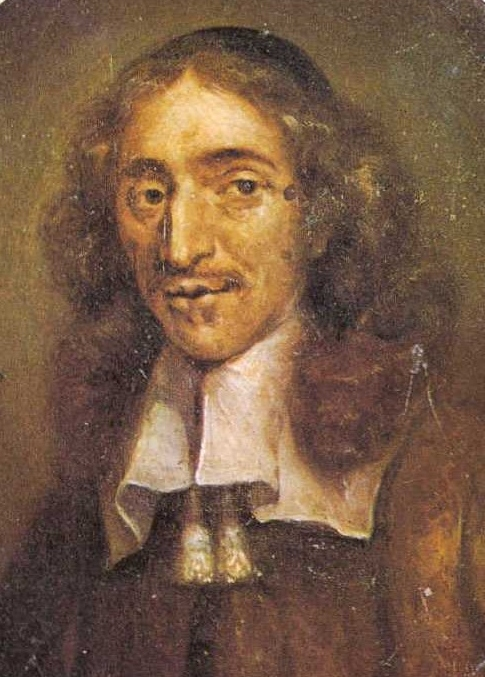
Johan de Witt holland főkancellár

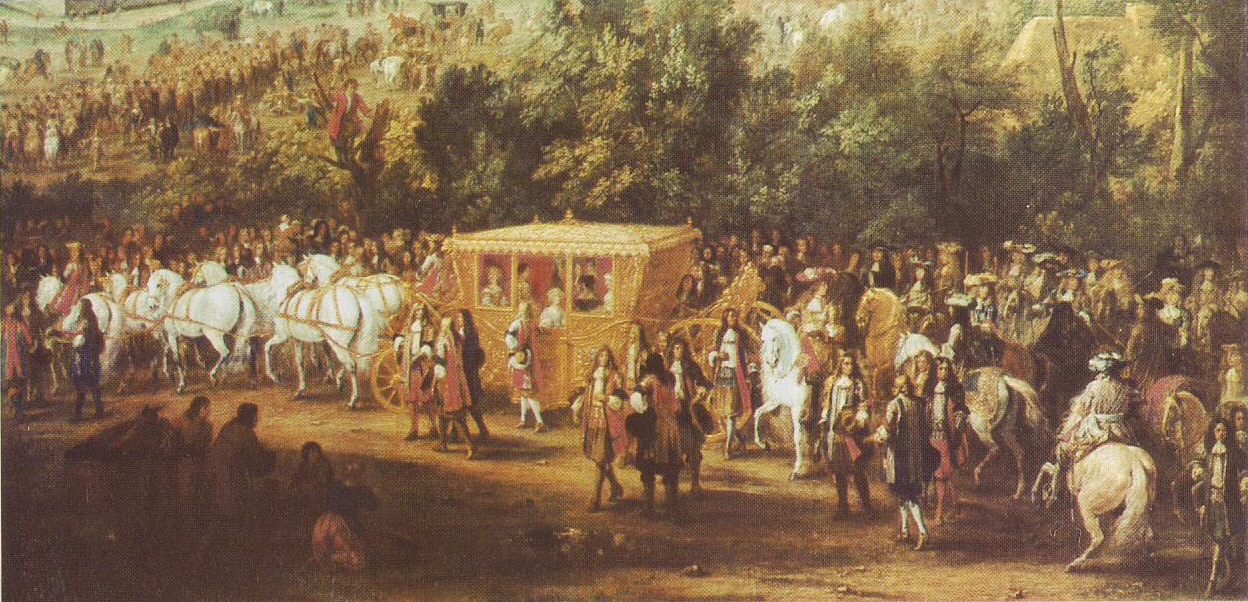
XIV. Lajos király és Mária Terézia királyné bevonulása Arrasba, 1667 júniusában.

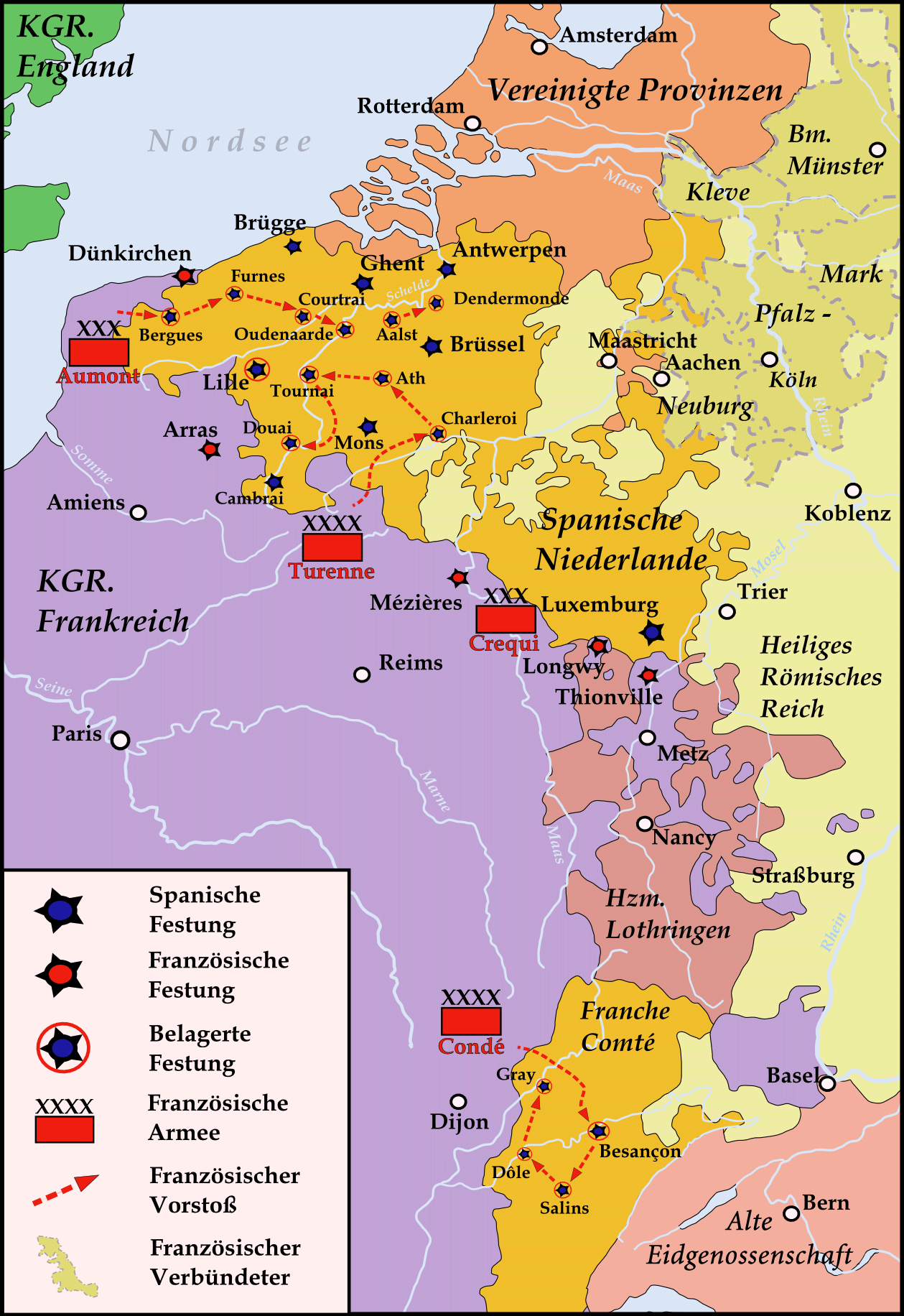
A devolúciós háború eseményei

## A devolúciós háború

### A francia parancsnokok, hadrend, haditerv
A 24 éven át tartó francia–spanyol háborút lezáró pireneusi békeszerződés után a francia haderő létszámát takarékosságból erősen lecsökkentették. 1665-ben XIV. Lajos „csupán” 50 000 katonát tartott fegyverben, 1667-re, a hadjárat tervezett kezdetére azonban további 32 000-et szereltek fel. Más szerzők „csupán” 72 000 emberről tudnak.
1667 tavaszán Mézières városa és a tengerpart között XIV. Lajos 51 000 francia katonát összpontosított. A főerő, 35 000 katona a király személyes parancsnoksága alatt állt, a tényleges főhadparancsnok azonban a tapasztalt Turenne marsall (1611–1675) volt. A hadsereg balszárnyán — nyugaton, Artois tartományban, a La Manche partjáig terjedő területen — Antoine d’Aumont de Rochebaron marsall (1601–1669) hadteste helyezkedett el. A főerő jobbszárnyát kelet felől François de Créquy marsall (1624–1687) hadteste fedezte. A haditerv szerint a három seregtestnek egyszerre kellett benyomulnia spanyol területre, hogy érvényesíthessék létszámfölényüket és megakadályozzák, hogy az ellenség bármelyikük ellen koncentrált támadást indíthasson.

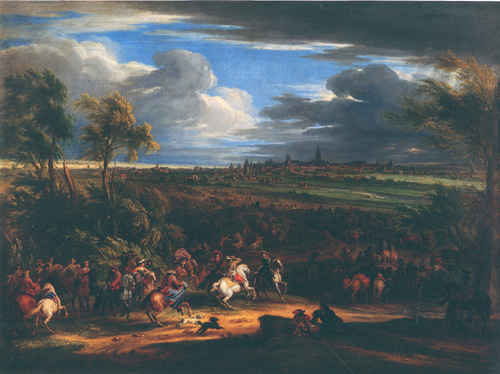
A franciák Kortrijkot (Courtrai) ostromolják (1667. június) (Adam Frans van der Meulen festménye

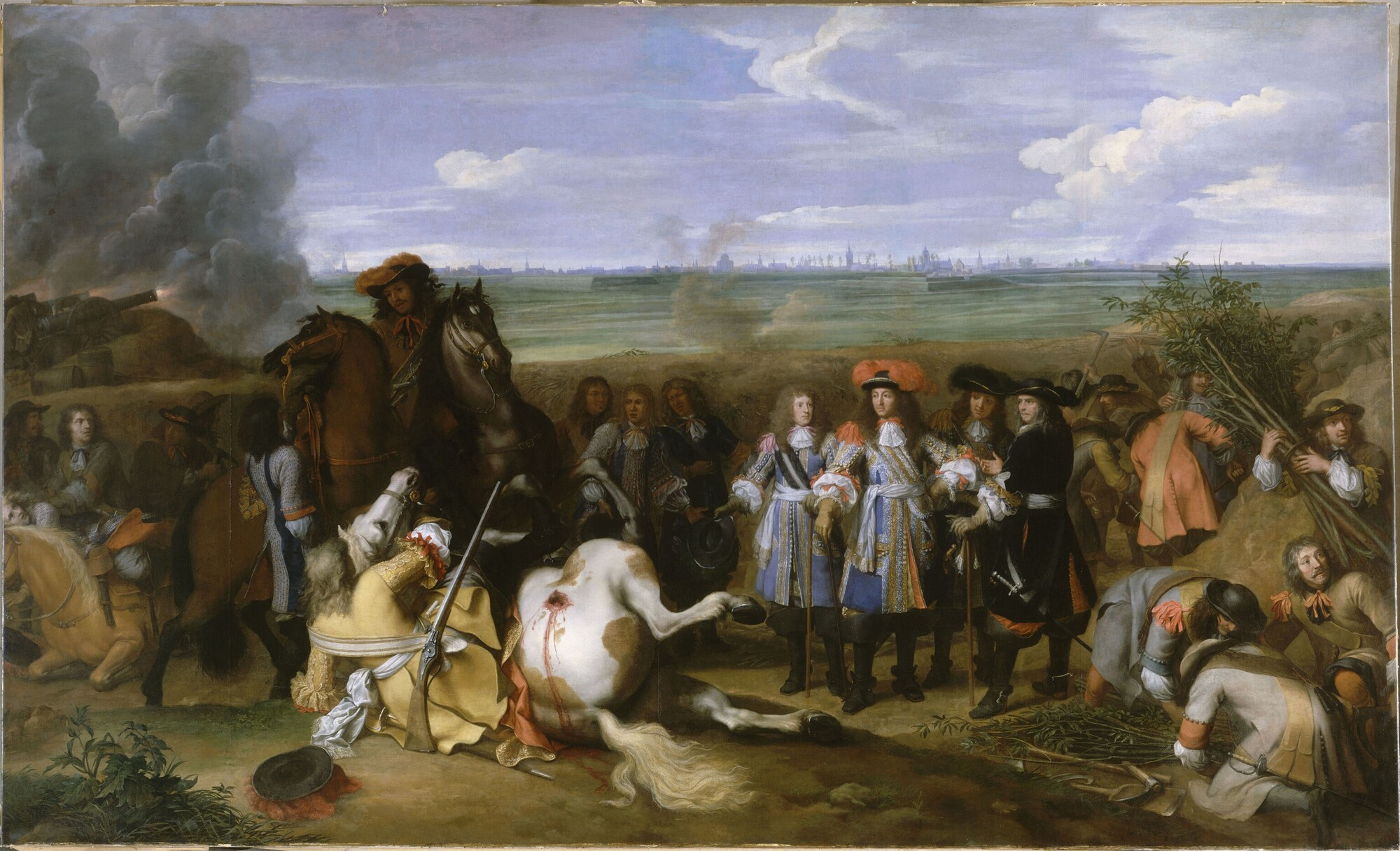
XIV. Lajos Douai ostrománál (1667. június) (Charles le Brun festménye

### A flandriai hadjárat
1667. május 24-én a francia hadseregek átlépték Spanyol-Németalföld határát. Az itteni spanyol csapatok felkészületlenek és rosszul felszereltek voltak. Anyaországi erősítésre sem számíthattak belátható időn belül. A németalföldi spanyol haderőnek nem volt egységes szervezete, minden város és katonai körzet parancsnoka önállóan ténykedett, a városokat hiányosan készítették fel ostromhelyzetre. A központi irányításért a királyi helytartó, Castel Rodrigo márki (1610–1675) felelt. Kevés spanyol reguláris katonasággal rendelkezett, hadainak zömét a toborzott népfelkelő milíciák adták, de ezek harcértéke alacsony volt. A németalföldi parancsnokság nem tudott önállóan operáló, erős szárazföldi tömeghadsereget kiállítani. A rendelkezésre álló, kis létszámú csapatokat ezért az erődökbe rendelték, ahol várvédelemre rendezkedtek be. A devolúciós háború során emiatt nyílt csatamezőn nem is került sor nagyobb ütközetre, jellemzően várostromok folytak, portyázásokat és rajtaütéseket hajtottak végre.
Turenne marsall, aki 1667. május 10-én vette át a francia csapatok főparancsnokságát, legfontosabb célként a Sambre folyó mentén fekvő Charleroi erődjének bevételét jelölte ki, hogy elvágja egymástól az északi és déli spanyol helyőrségeket. Charleroi védelméhez Castel-Rodrigo márki nem rendelkezett elegendő katonai erővel, ezért elrendelte a város kiürítését és az erődítményeinek lerombolását. Turenne csapatai június 2-án bevonultak Charleroi-ba. Vauban főhadmérnök megkezdte az erődítmény újjáépítését, hogy az támaszpontul szolgálhasson a Mons és Namur elleni hadműveletekhez. A munkák két hétig tartottak, ezalatt a spanyolok Monsot és Namurt igyekeztek erősíteni. Turenne marsall azonban megkerülte Monsot, és június 16-án váratlanul megjelent Ath városa előtt. A meglepett spanyolok ellenállás nélkül elhagyták a várost, amit a franciák elfoglaltak, és itt is hozzákezdtek az erődítmények kiépítéséhez.
Turenne marsall ezután arra törekedett, hogy egész Flandriát, fővárosával, Lille-lel együtt elvágja a spanyolok keleten kiépített erős bázisaitól (Brugge, Gent, Brüsszel, Namur). Ezért a főerővel Tournai ellen vonult. Június 21-én körülzárta a várost, amely napokon belül, június 25-én megadta magát. Ezután Turenne a főerővel a Schelde folyó mentén nyugatnak vonult, július 1-jén ostrom alá fogta, és július 7-én be is vette Douai-t. Közben északnyugaton d’Aumont marsall hadteste június 6-án sikeresen bevette Bergues, június 12-én Furnes-t (Veurne) erődjeit, ezzel Flandriát elvágta a tengertől. D’Aumont hadtestét Turenne ekkor Kortrijk (Courtrai) ostromára irányította. A várost július 18-án elfoglalták, majd Oudenaarde ellen fordultak, amelynek spanyol helyőrsége 3 napos ostrom (július 29–31.) után megadta magát.
A francia hadoszlopok előrenyomulásával Turenne-nek sikerült elszigetelnie Ieper (Ypres), Lille és Mons erős spanyol támaszpontjait. Ezek rögtöni megostromlása helyett egyenesen Antwerpen felé tört, hogy kihasználja az ottani spanyol erők gyengeségét. A Gent és Brüsszel között indított támadását azonban a 2500 spanyol katona által védett Dendermonde erődjénél elakadt. Turenne marsall ezért 1667. augusztus elején Oudenaarde-on keresztül visszavonult, és Lille városát fogta ostrom alá.
Lille ostroma a háború legnagyobb szabású hadműveletévé vált. A város védői 1667. augusztus 10-től augusztus 28-ig tartották magukat, csak ekkor adták fel a várost, szabad elvonulás fejében. Castel-Rodrigo márki, még a város elestéről szóló hír megérkezése előtt egy 12 000 fős csapatot küldött Lille felmentésére, a francia származású spanyol hadvezér, Jean-Gaspard de Marchin (Marsin) gróf (1601–1673) vezetésével. De Marchin serege augusztus 31-én megütközött Créquy marsall hadtestével, amelyet Turenne az ostrom biztosítására vezényelt. A csata francia győzelemmel végződött, a spanyoloknak vissza kellett vonulniuk.
Lille bevétele után Turenne csapatai Aalst ellen vonultak. Az erődített várost szeptember 12-én elfoglaltá, ezzel elvágták a Gent–Brüsszel útvonalat. Ebben az évben ez volt az utolsó nagyobb hadművelet. A francia csapatok Ieper (Ypres) és Mons erődítményeit blokád alatt tartották, majd október közepén téli szállásra vonultak.
Spanyolország régense, Habsburg Mária Anna anyakirályné júniusban, a háború kitörésével egyidejűleg előkészületeket tett egy nagyobb hadsereg Flandriába küldésére. A kormányzat több, mint 1 000 000 pesót teremtett elő. Főparancsnokká a kiskorú Károly király féltestvérét, IV. Fülöp király törvénytelen fiát, Don Juan José de Austria herceget (1629–1679) jelölték ki annak ellenére, hogy a portugál restaurációs háborúban (1640–1668) több vereséget szenvedett. Don Juan borúlátóan ítélte meg a Spanyol-Németalföldön kialakult hadi helyzetet, és késleltette a hadsereg megindítását. Kezére játszott egy egyházi hittudományi bizottság is, amelynek tagjai ellenezték Spanyolország szövetségét az eretneknek tartott protestáns Angliával és Hollandiával. Spanyol belpolitikai bonyodalmak (elsősorban a régens hercegnő és Don Juan hatalmi ellentétei) miatt ez a spanyol haderő végül sohasem vonult Flandriába.

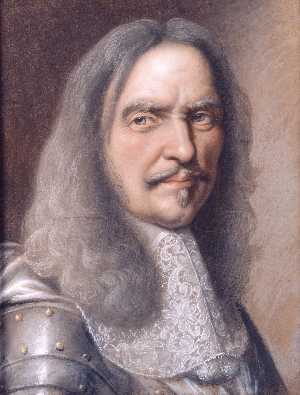
Turenne marsall (Robert Nanteuil festménye)
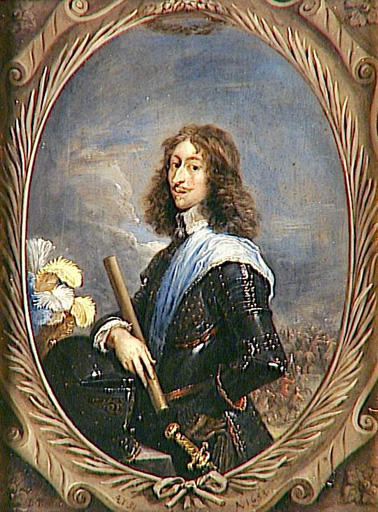
Louis de Bourbon-Condé herceg, a „Nagy Condé”
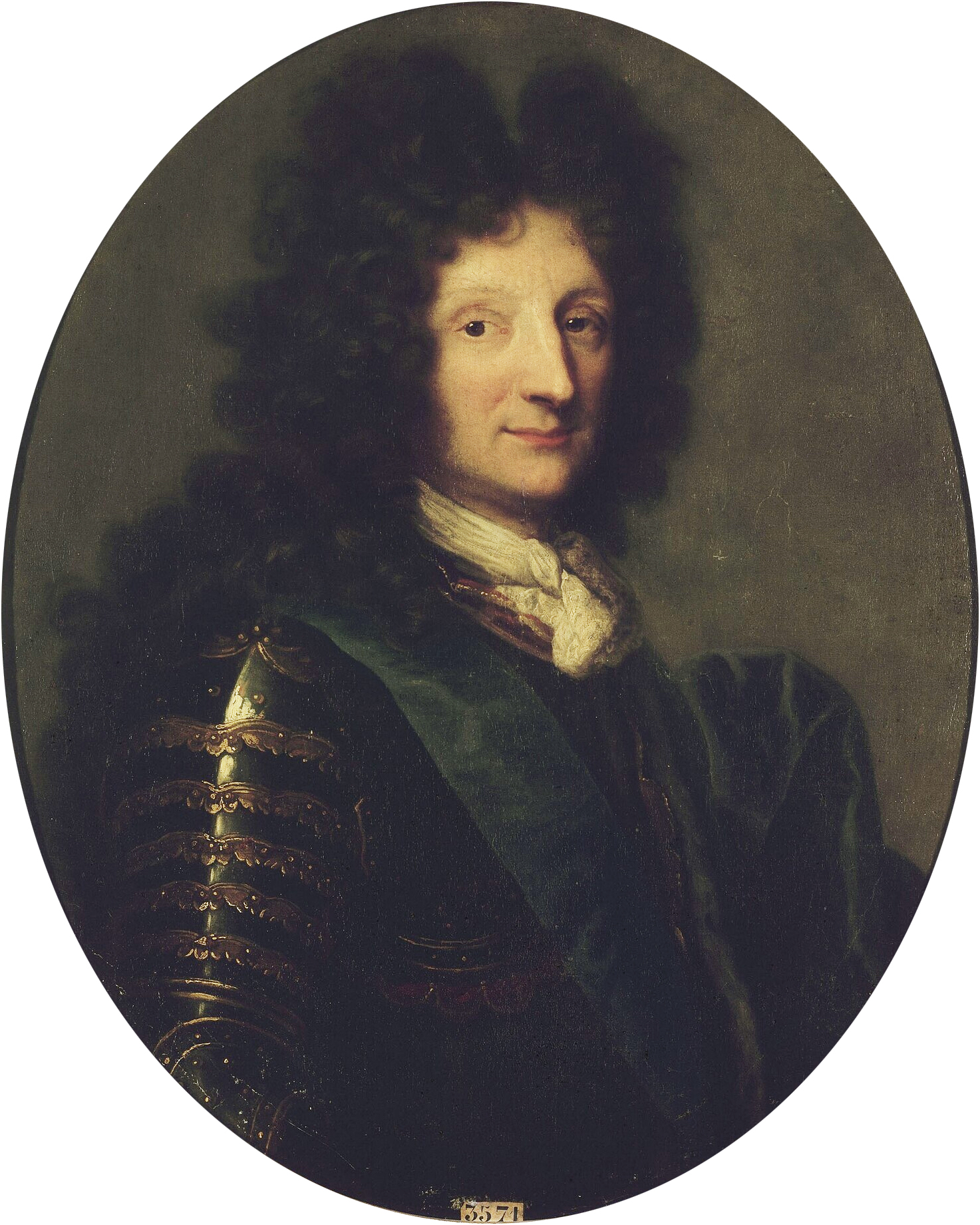
François-Henri de Montmorency-Luxembourg
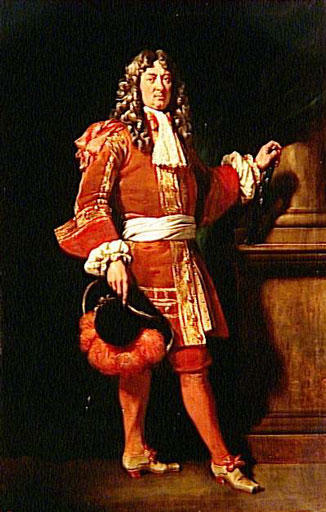
Jean-Gaspard de Marchin de Granville spanyol hadvezér

### Az angol–holland háború vége
A francia csapatok gyors előrenyomulása erősen aggasztotta a Holland Egyesült Tartományokat, akik saját szomszédságukban szívesebben látták az ellenséges, de kifáradt és passzív Spanyolországot, mint a hatalmas, egyre agresszívabb Franciaországot. Spanyol-Németalföldet, mint ütközőállamot Hollandia mindenképpen meg akarta őrizni, ezzel ellentétbe került XIV. Lajos felosztási terveivel.
Hollandia ezért sietve béketárgyalásokat kezdett Angliával. Anglia is hajlott a megegyezésre, mivel 1667 júniusában a holland flotta sikereket ért el (medwayi rajtaütés), és a spanyolok elleni francia győzelmek is aggasztották. 1667. július 31-jén Hollandia és Anglia megkötötték a bredai békeszerződést, amely lezárta a második angol–holland tengeri háborút. Ezután közvetítést ajánlottak Franciaország és Spanyolország között. Ezt XIV. Lajos 1667 szeptemberében visszautasította, és Hollandiának továbbra is Spanyol-Németalföld felosztását kínálta. Hollandia taktikázása miatt e tárgyalások elakadtak, és XIV. Lajos mérlegelni kezdte egy Hollandia elleni háború lehetőségét.

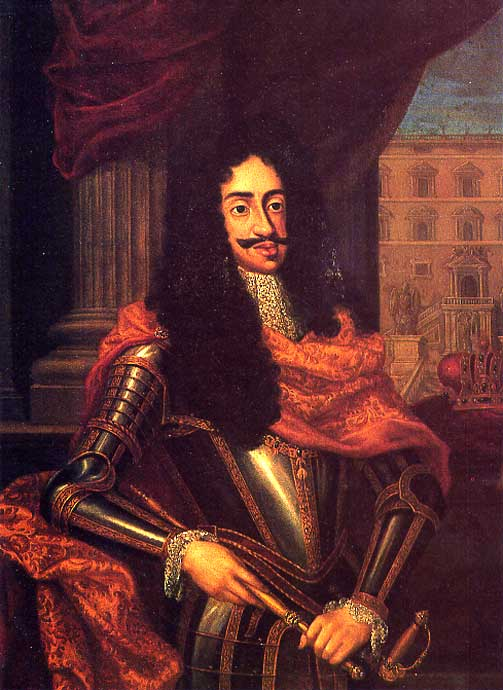
I. Lipót császár (1640–1705)

### Diplomáciai helyezkedés

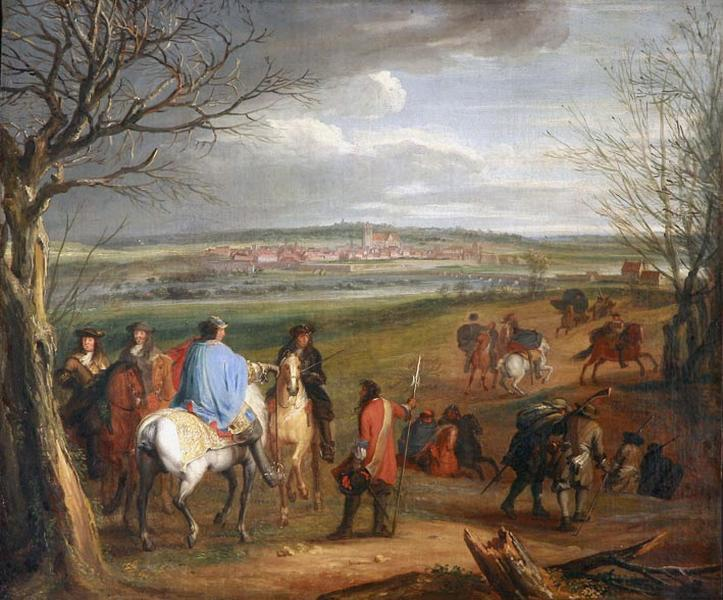
Dôle ostroma (1668. február)
Adam Frans van der Meulen festménye.

A téli hónapokban a hadműveletek szüneteltek. A spanyol kormány kihasználta az időt, diplomáciai helyzetét kedvezőbbé tegye. Elsőnek az Egyesült Holland Tartományokhoz fordult. Castel-Rodrigo márki 2 000 000 gulden pénzsegélyt kért, ennek fejében átadta volna a vámszedés jogát a Maas és a Schelde folyókon. A tárgyalásokon még Brugge, Oostende és Damme nyugat-flandriai városok átengedése is felmerült. De Witt azonban még nem kockáztatta a közvetlen konfrontációt Franciaországgal, és elhárította a spanyol–holland katonai szövetség tervét.
Spanyolország béketárgyalásokat kezdett Portugáliával is. 1668. február 13-án a két kormány megkötötte a lisszaboni békeszerződést, amely lezárta a portugál restaurációs háborút. Spanyolország ezzel biztosította hátát, és teljes katonai erejét Franciaország ellen fordíthatta.
A veszélyes fordulatot érzékelve, a francia diplomácia titkos tárgyalásokat kezdett a bécsi udvarral. A Német-római Birodalmat mindenképpen távol kívánták tartani a konfliktustól, ezért a francia diplomaták Lipót császárnak a teljes Spanyol Birodalom felosztását ajánlották fel. Mindkét a gyenge egészségű spanyol gyermek-király, II. Károly korai halálára, és vele a Habsburg-ház spanyol ágának kihalására számított. (Ez valójában csak 32 évvel később, 1700-ban következett be). Lipót császár elfogadta az alkut, amely szerint ő maga megkapta volna az egész Spanyol Királyságot, összes gyarmataival, valamint a Milánói Hercegséget, XIV. Lajosé lett volna a Spanyol-Németalföld, a Franche-Comté, Navarra, a Nápolyi és a Szicíliai Királyságok. A titkos paktumot 1668. január 19-én kötötték meg. Ennek révén Lipótnak már nem állt érdekében Franciaország ellen hadbalépni, hiszen XIV. Lajos csak olyan területeket foglalt el, amelyekre a paktum értemében joga volt. Ugyanakkor Lipót császár nem ratifikáltatta a titkos felosztási egyezményt, mert ez szakításhoz vezetett volna Spanyolország és a Habsburg Birodalom között.
A bredai békekötés után Hollandia is, Anglia szervezkedni kezdett, érdekeik szerint. De Witt holland főkancellár egy Franciaország elleni koalíció szervezésébe fogott, hogy a veszélyt jelentő francia expanziót lefékezze, ugyanakkor igyekezett fenntartani a Franciaországhoz fűződő jó viszonyát. II. Károly angol király (1630–1685) két irányban is titkos tárgyalásokat kezdett: egyfelől Franciaországgal alkudozott egy Hollandia ellen irányuló egyezményről. Siker esetén a II. Károly Franciaországtól kapott volna pénzjavadalmazást, amellyel függetleníthette volna magát az angol Parlamenttől). Másfelől az angol király Hollandiával is tárgyalt egy Franciaország elleni közös katonai fellépésről (ennek hozadéka a francia–holland szövetség szétrobbantása lett volna.
Anglia felajánlkozását XIV. Lajos visszautasította, de Witt viszont elfogadta. 1668. január 23-án Anglia és a Holland Egyesült Tartományok egyezményt kötöttek, amelynek kinyilvánított célja az volt, hogy Spanyolországot területi engedményekre, Franciaországot pedig követeléseinek korlátozására bírja. Az egyezmény titkos záradéka azonban kimondta, hogy ha Franciaország királya újabb követelésekkel állna elő, vagy folytatná hódító hadjáratát, akkor a szövetség katonai erővel szorítaná őt vissza országának 1659-es határai mögé. A szövetséghez a Svéd Királyság is csatlakozott abban a reményben, hogy ezen az úton pénztámogatást szerezhessen. A záradék tartalmát eltitkolva, de Witt úgy tájékoztatta a francia diplomatákat, hogy a szövetség nem irányul Franciaország ellen, hanem ellenkezőleg, Spanyolországot kívánja rábírni, mondjon le a XIV. Lajos által követelt területekről.

### Hadjárat a Franche-Comtéban
Közben, 1667–68 fordulóján XIV. Lajos újabb hadjáratot tervezett, hogy minél több spanyol területet szerezzen, cserealapnak az elkövetkező béketárgyalásokra. Az elszigetelt fekvésű Franche-Comtét szemelte ki. Itt alig volt spanyol katonai erő, mert a korábbi francia–spanyol háborúban XIV. Lajos megkímélte a tartományt, másfelől a téli hónapokban a spanyol hadvezetés egyáltalán nem is számolt francia hadmozdulatokkal.
A Franche-Comté ellen indítandó téli hadjárat megszervezésével a király a kiváló hadvezért, Louis de Bourbon-Condé hercegét (1621–1686), Burgundia kormányzóját bízta meg. Condé hercege még 22 éves korában, Enghien hercegeként, az 1643-as rocroi-i győzelemmel szerzett hírnevet. Az 1650-es években részt vett a király elleni Fronde felkelésben, ezért kegyvesztetté vált, és csak most, 9 év után először kapott hadvezéri megbízást. Condé hercege új hadsereget állított fel.
XIV. Lajos 1668. február 2-án indult el Saint-Germainből, hogy személyesen vegyen részt az újabb „királyi utazáson.” Még indulás előtt kémeitől jelentést kapott az angol–holland–spanyol hármas szövetség (Triple Alliance) megkötéséről. Tudta, hogy a szövetség kész hadat üzenni Franciaországnak, ennek ellenére ragaszkodott a megkezdett hadművelet végrehajtásához. Az elfoglalt Franche-Comtét egy sikeres béketárgyalás zálogának tekintette.
Condé hercege február 4-én indult meg a Jura felé, és már február 7-én bevette a Szabad Grófság területén fekvő Besançon szabad birodalmi várost (freie Reichsstadt). Ugyanezen a napon Montmorency-Luxembourg herceg, tábornok (1628–1695) hadteste elfoglalta Salins-les-Bains-t. A két erődítmény védői nem tanúsítottak számottevő ellenállást. Február 14-én, 4 napos ostrom után elfoglalták Dôle erődítményét. Február 19-én elesett Gray erődje is. XIV. Lajos visszaindult Saint-Germainbe, ahová már február 24-én meg is érkezett. Csapatai az egész Franche-Comtét elfoglalták, mindössze 17 nap alatt. A hadművelet sikerének alapja a támadás gyorsasága és meglepetés-szerűsége volt. A spanyol hatalommal ellenséges helyi lakosság felszabadítóként üdvözölte a bevonuló franciákat.

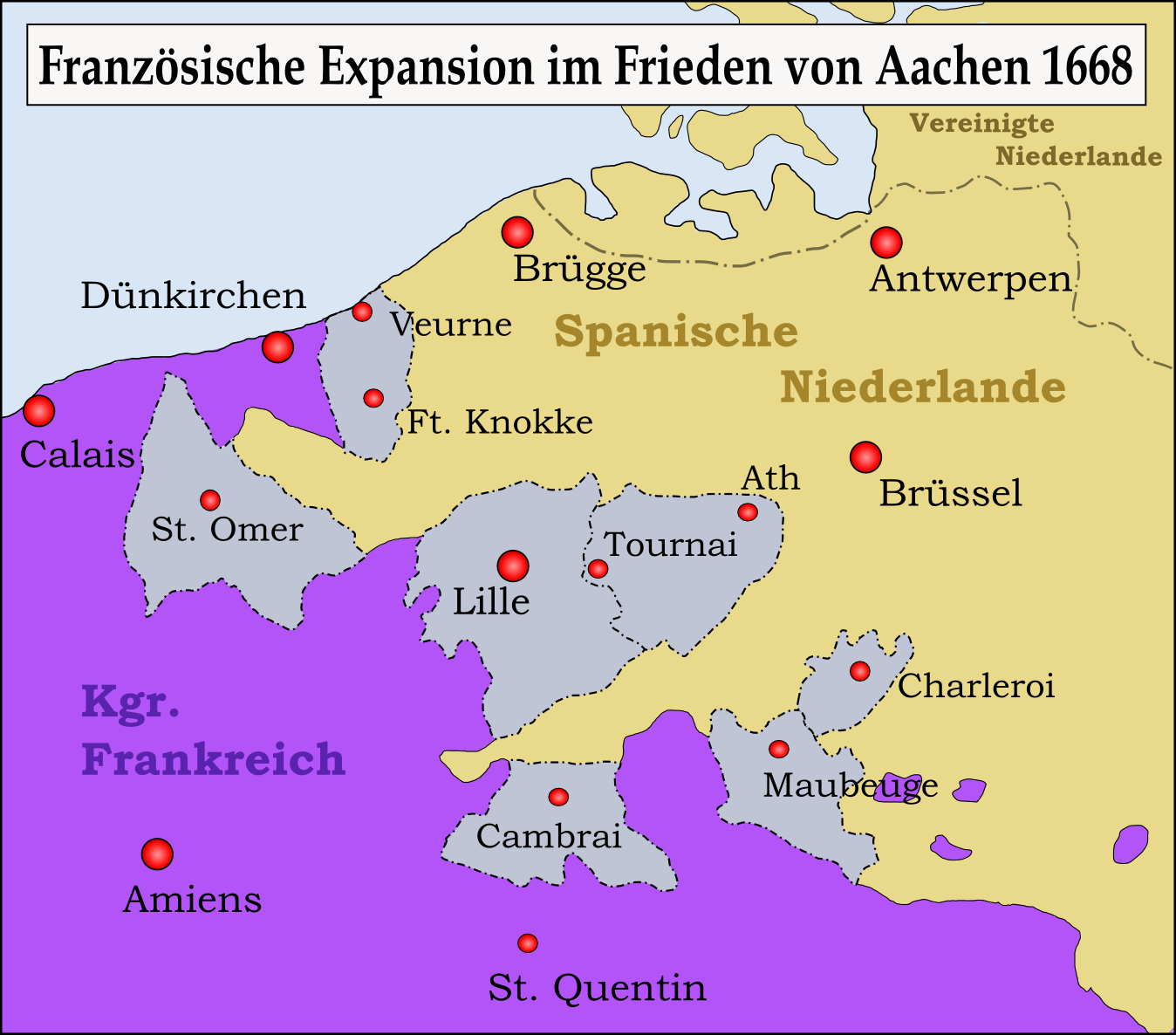
Franciaország területi nyereségei az 1668-as aacheni békeszerződésben.

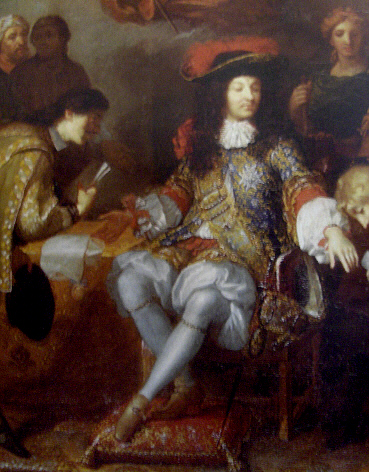
XIV. Lajos az aacheni béke aláírásakor (Charles le Brun festménye)

## A háború folytatásának kérdése
A Franche-Comté meghódítása csupán egy nagy tavaszi támadó hadművelet bevezetése lett volna, a 134 000 főre duzzasztott francia haderővel. XIV. Lajos haditerve szerint ő maga Turenne marsall 60 000 katonájával elfoglalja a teljes Spanyol-Németalföldet. A király öccse, Fülöp orléans-i herceg (1640–1701) 10 000 emberrel Katalóniába nyomul, míg Condé hercege 22 000 katonájával Metz, Toul és Verdun térségében egy Német-római Birodalom felől érkező támadás hárítására áll készenlétben.
Miután XIV. Lajos már kézre kerítette a Franche-Comtét, döntenie kellett: meghajlik a Hármas Szövetség fenyegetése előtt, vagy folytatja a háborút. Hadügyminisztere, Louvois márki, Turenne marsall és Condé hercege a háború folytatását kívánták, a spanyolok gyengesége miatt előállt kedvező hadi helyzet miatt. Hugues de Lionne külügyminiszter (1611–1671) és Jean-Baptiste Colbert pénzügyminiszter (1619–1683) viszont gyors békekötés akartak, a beláthatatlanul növekvő költségek miatt (A hadjárat már eddig is 18 000 000 livre-be került). A megváltozott külpolitikai helyzetben a háború kimenetelét kockázatosnak ítélték. Mióta Spanyolország 1668. február 13-án a lisszaboni békeszerződéssel biztosította magát Portugália felől, katonai erejét Franciaország ellen összpontosította. XIV. Lajos belátta, hogy a hadereje még nem elég erős, hogy eredményesen szembeszállhasson a spanyol–angol–holland–svéd koalíció haderejével, ezért 1668 március végéig szóló fegyverszünetet hirdetett, és béketárgyalásokat kezdett.

## Az aacheni békeszerződés (1668)
1668 áprilisában a delegációk a saint-germaini kastélyban találkoztak, április 13-ára kidolgozták a békeszerződés tervezetét. Április 25-én Aachenben IX. Kelemen pápa apostoli nunciusa megnyitotta a békekongresszust. A békeszerződés aláírására 1668. május 2-án került sor. A Hármas Szövetség érvényesíteni tudta követelését, Franciaországnak ki kellett ürítenie az elfoglalt Franche-Comtét, és Besançon szabad birodalmi várost is. (Kivonulás előtt a franciák lerombolták Gray és Dole valamennyi erődítményét). XIV. Lajosnak vissza kellett vonni csapatait Spanyol-Németalföldről is. Csupán Flandriában tarthatott meg egy tucatnyi elfoglalt várost: Lille, Tournai, Oudenarde, Courtrai, Furnes, Bergues, Douai (a Scarpe folyóval), Menen, Binche, Charleroi, Ath és Armentières.
Naplójában, a trónörököshöz írt „intelmek” között maga XIV. Lajos is már a következő háború tervét vázolta fel, az aacheni béke utáni katonai helyzetet értékelve: „A Franche-Comté, amit feladtam, helyzeténél fogva olyan kicsinnyé vált, hogy bármely időben uralmam alá hajthatom. Új szerzeményeim, amelyeket jól megerősítettem, biztonságos bejutást biztosítanak nekem Németalföld belseje felé.”

## A„Napkirály”-imázs megteremtése
A fiatal XIV. Lajos király számára az általa indított első nagy háború a tartós hírnév és dicsőség megszerzését jelentette. Vitéz elődei hagyományát követve a háborút ő maga irányította (legalábbis hivatalosan), és hadseregét elkísérte a hadjáratba. 1667. június 3-án Charleroi-nál csatlakozott Turenne főerejéhez, és szeptember 2-ig nem távozott a táborból. A Franche-Comté elleni 1668-as hadjárat során az egész februárt  Condé herceg hadra kelt hadseregénél töltötte. Részt vett minden haditanácson, de a harctéri döntések meghozatalát bölcsen ráhagyta tapasztalt tábornokaira. Gyakran feltűnt az első vonalakban, többször a futóárkokban töltötte az éjszakát, ahol élete is veszélybe kerülhetett. Voltaire beszámolója szerint azonban XIV. Lajos bátorsága nem ért fel harcos elődjének, I. Ferencnek vagy nagyapjának, IV. Henriknek vakmerőségével, akik valósággal keresték a veszélyt a csatatéren. Ő megelégedett azzal, hogy félelem nélkül mutatkozott veszélyes helyzetekben, és személyes példamutatásával harcra ösztönözte katonáit.
A hadjáratba a király egész udvartartásával együtt utazott, fényűző szokásairól a táborban sem mondott le. A király és kíséretének ellátása komoly logisztikai feladatot rótt a kiszolgáló személyekre. XIV. Lajossal kívánságára vele együtt utazott felesége, Mária Terézia királyné, mindkét királyi szeretője, Louise de La Vallière és Montespan márkiné, összes minisztere és az éppen megbízás nélkül lévő tábornokai is. Ez utóbbiak gyakran intrikáltak a vezénylő tábornokok (különösen Turenne marsall) ellen, ami nem tett jót a hadvezetés harci szellemének.
A hadba vonuló király kíséretéhez tartozott két jónevű udvari festőművész, Adam Frans van der Meulen (1632–1690) és Charles Lebrun (1619–1690). Feladatuk – számos más udvari művészhez hasonlóan – a Napkirály tetteinek megörökítése volt festményeken, gobelineken, szobrokon, érmeken, költői művekben. A békeszerződés megkötése után a versailles-i kastélyban nagy győzelmi ünnepélyt rendeztek, ahol kiváló kortárs művészek adtak „műsort” (Molière, Jean-Baptiste Lully és mások). A király itt úgy vonult fel, mint a háború egyszemélyi irányítója és győztese, marsallok és tábornokok nevét meg sem említették. A devolúciós háborút követő években (1671-től) kezdték a királyt „Nagy Lajos” (Louis le Grand, Ludovicus Magnus) néven dicsérni. Colbert pénzügyminiszter javaslatára Párizsban egy diadalív építésébe is belefogtak, de nem fejezték be.

## A háború következményei
A devolúciós háborúban Franciaország némi területi nyereségre tett szert. Szétpattintotta a Spanyol-Németalföldet körülvevő erődláncot. A francia véderő ütőképessége jelentősen megnőtt. Az elfoglalt városokat Vauban marsall azonnal korszerű erődökké építette ki, amelyek XIV. Lajos következő hódító hadjáratában támaszpontul szolgálhattak.
Külpolitikailag azonban a hódító háború árnyékot vetett XIV. Lajos király imázsára. A Német-római Birodalom vezetői megütköztek a szabad birodalmi város, Besançon megtámadásán és bevételén. A háború során kialakult érdekellentétek (és az újabb francia hódító szándékok) miatt az 1658-ban alakult, franciabarát Rajnai Szövetség tagjai (elsőnek Frigyes Vilmos brandenburgi választófejedelem) elhagyták a szövetséget, amely meg is szűnt. A rajnai német államok elpártolása XIV. Lajos következő hódító háborúja idején, 1673-ban mutatkozott meg, amikor a Birodalmi Gyűlés által Franciaország ellen meghirdetett össz-birodalmi háborúhoz (Reichskrieg) a szétesett Rajnai Szövetség szinte összes tagja csatlakozott
A legnagyobb változás XIV. Lajos Hollandiához fűződő viszonyában állt be. A Hármas Szövetség megalakulásáért a király Hollandiát tette felelőssé. Lajos úgy ítélte, hogy kudarcát Hollandia álnok viselkedése okozta. Nézete szerint Hollandia hálával tartozott volna Franciaországnak, mivel függetlenségét csakis a nyolcvanéves háborúban nyújtott francia segítség révén nyerhette el. XIV. Lajos Hollandia részvételét a Hármas Szövetségben árulásnak minősítette, és vezérkara nyomban megkezdte az előkészületeket egy Hollandia ellen indítandó megtorló háborúra. A következő években a francia diplomácia aktívan dolgozott, hogy Hollandiát elszigetelje, és az első adandó alkalommal megtámadja. 1672-ben, amikor a külpolitikai helyzet megérett, XIV. Lajos megsemmisítő erejű támadást indított Hollandia ellen. A devolúciós háborút lezáró aacheni békeszerződés tehát közvetlenül vezetett a francia–holland háború (1672–1678) kitöréséhez, amelyet egyes történészek a devolúciós háború egyenes folytatásának tekintenek.
A devolúciós háborúval kezdődött Lajos hódító háborúinak sorozata, amely megszakításokkal csaknem négy évtizeden át tartott, és össz-európai nagyhatalmi háborúkká szélesedett, és majd csak a spanyol örökösödési háborút lezáró 1713-as utrechti békeszerződéssel szakadt meg.